# Taisnières-en-Thiérache

Taisnières-en-Thiérache este o comună în departamentul Nord, Franța. În 1 ianuarie 2022 avea o populație de 476 de locuitori.